# 峡山灌区
峡山灌区是中国山东省昌邑的一个灌区，其水源为潍河和峡山水库。灌区设计面积102万亩，实际面积为69.36万亩，进水闸设计流量为136立方米每秒。